# 席曼斯基山

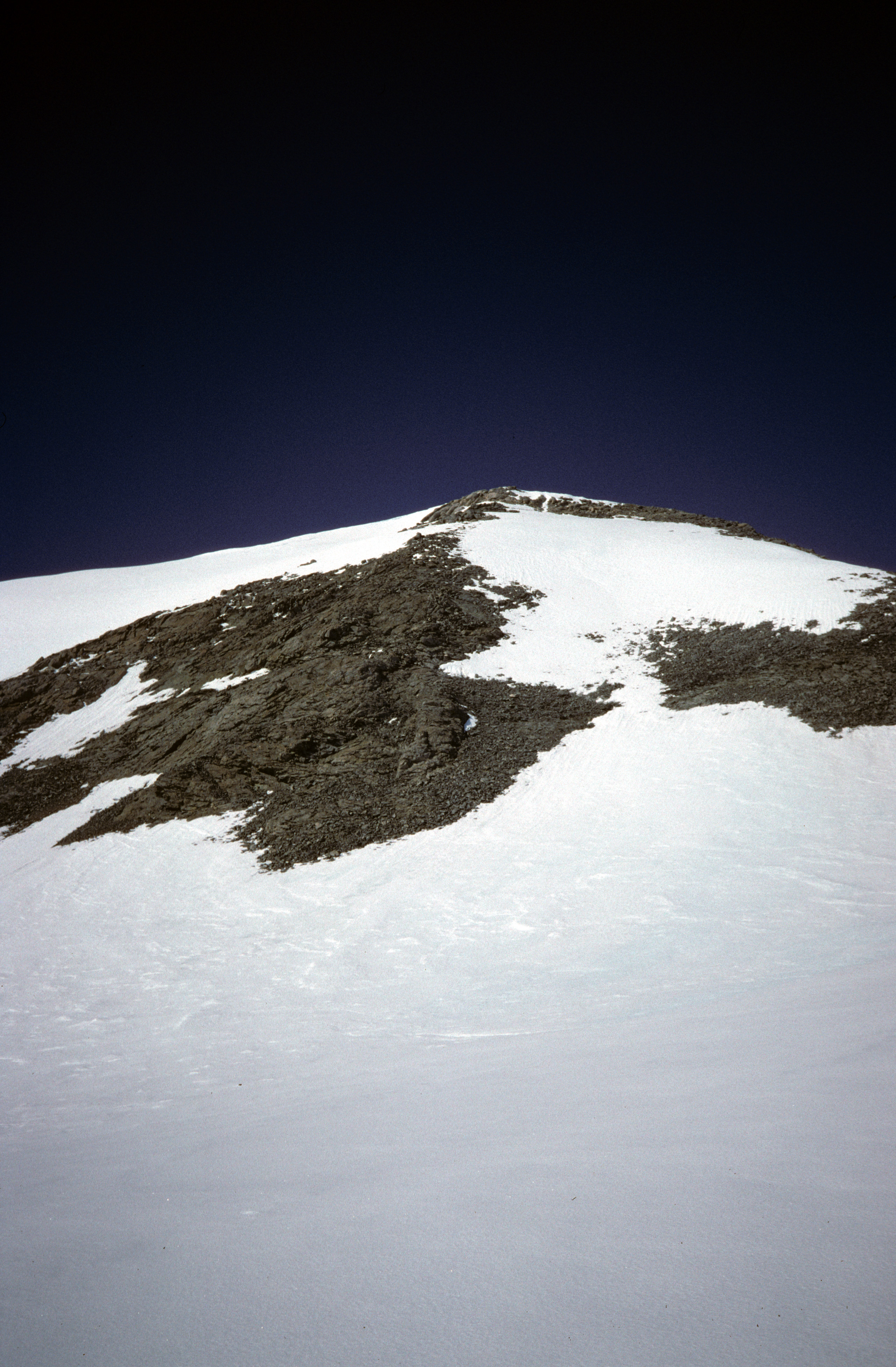

席曼斯基山（英語：Mount Schimansky），是南極洲的山峰，位於帕爾默地，處於海因茨山西北面11公里，屬於韋爾奇山脈的一部分，在1974年由美國地質調查局繪入地圖，現時由南極條約體系管理。